# ناتساگین باگاباندی
ناتساگین باگاباندی (مغولی: Нацагийн Багабанди؛ زادهٔ ۲۲ آوریل ۱۹۵۰) یک سیاست‌مدار اهل مغولستان است.
وی دو دوره یعنی از ۲۰ ژوئن ۱۹۹۷ تا ۲۴ ژوئن ۲۰۰۵ رئیس‌جمهور مغولستان بود.